# Lista de episódios de Siesta Key
Esta é a lista de episódios de Siesta Key, reality show americano que estreou na MTV em 31 de julho de 2017.
A série possui uma temporada em exibição.

## Resumo
| Temporada | Temporada | Episódios | Estados Unidos       | Estados Unidos     | Brasil               | Brasil              | Portugal             | Portugal           |
| Temporada | Temporada | Episódios | Estreia de temporada | Final de temporada | Estreia de temporada | Final de temporada  | Estreia de temporada | Final de temporada |
| --------- | --------- | --------- | -------------------- | ------------------ | -------------------- | ------------------- | -------------------- | ------------------ |
|           | 1         | 18        | 31 de julho de 2017  | 5 de março de 2018 | 9 de outubro de 2017 | 30 de abril de 2018 | 18 de junho de 2018  | ASA                |

## 1ª Temporada (2017)
| ## | #  | Título                                                               | Estreias                                                     | Código de produção |
| --- | -- | -------------------------------------------------------------------- | ------------------------------------------------------------ | ------------------ |
| 1 | 1  | "Romeu & Juliette" "Romeo and Juliette"                              | 31 de julho de 2017 9 de outubro de 2017 18 de junho de 2018 | 101                |
| Alex, o macho alfa do grupo, se encontra no meio de um triângulo amoroso envolvendo Madisson, a namorada dos tempos de escola, e Juliette, seu amor de verão do ano passado. |    |                                                                      |                                                              |                    |
| 2 | 2  | "Precisamos Falar Sobre Chloe" "We Need to Talk About Chloe"         | 7 de agosto de 2017 16 de outubro de 2017                    | 102                |
| Chloe tem que lidar com as investidas de uma de suas melhores amigas para cima do queridinho de Siesta Key, Brandon. |    |                                                                      |                                                              |                    |
| 3 | 3  | "A Nova Galera da Kelsey" "Kelsey's New Crew"                        | 14 de agosto de 2017 23 de outubro de 2017                   | 103                |
| O ciúmes de Garrett só aumenta com a aproximação entre Alex e Kelsey. Chloe tenta dar um jeito no seu comportamento destrutivo. |    |                                                                      |                                                              |                    |
| 4 | 4  | "O Reino de Alex" "Alex's Kingdom"                                   | 21 de agosto de 2017 30 de outubro de 2017                   | 104                |
| Alex lida com as consequências do casinho com Amanda e debate sobre contar ou não o acontecido para Juliette. O interesse de Brandon por Madisson se renova após ela desistir de tentar chamar a atenção de Alex.                                                                 |    |                                                                      |                                                              |                    |
| 5 | 5  | "Avenida Madisson" "Madisson’s Avenues"                              | 28 de agosto de 2017 6 de novembro de 2017                   | 105                |
| Os Rumores sobre Kelsey e Alex aumentam. Chloe reconsidera o relacionamento com Amanda. |    |                                                                      |                                                              |                    |
| 6 | 6  | "O Drama nas Bahamas" "Juliette’s Bahama Drama"                      | 4 de setembro de 2017 13 de novembro de 2017                 | 106                |
| A galera parte para Bimini para alguns dias de descanso ao sol. Mas o drama logo se espalha quando as evidências do caso entre Alex e Kelsey começam a aparecer deixando Juliette louca de raiva e ciúmes.                                                                        |    |                                                                      |                                                              |                    |
| 7 | 7  | "A bagunça de Kelsey" "Messy Messy Kelsey"                           | 9 de setembro de 2017 20 de novembro de 2017                 | 107                |
| Kelsey continua causando, Juliette reavalia o relacionamento com Alex e Madisson recebe uma proposta do ex que pode alterar drasticamente o relacionamento com Brandon. |    |                                                                      |                                                              |                    |
| 8 | 8  | "Garrett arruma uma garota" "Garrett Gets a Girl"                    | 18 de setembro de 2017 27 de novembro de 2017                | 108                |
| Garrett não aceita o relacionamento entre Alex e Kelsey. Juliette investe em Garrett e pondera contar todas as indiscrições de Kelsey para ele. Pauly passa a noite na prisão, nem todos são convidados para a festa de Chloe.                                                    |    |                                                                      |                                                              |                    |
| 9 | 9  | "Chloe na encruzilhada" "Chloe At A Crossroads"                      | 25 de setembro de 2017 4 de dezembro de 2017                 | 109                |
| As coisas começam a esquentar entre Juliette e Garrett enquanto Alex começa a se afastar de Kelsey. Alex tenta se acertar com Chloe enquanto Brandon e Madisson levam a relação a outro nível. Pauly tem a oportunidade de fazer um grande show.                                  |    |                                                                      |                                                              |                    |
| 10 | 10 | "O sonho de verão de Juliette" "Juliette's Midsummer Dream"          | 2 de outubro de 2017 11 de dezembro de 2017                  | 110                |
| As intenções cruéis de Juliette mudam inesperadamente. Madisson fala com Alex e explica como se sente. |    |                                                                      |                                                              |                    |
| 11 | 11 | "Muita Fofoquinha Sobre Juliette" "Much Ado About Juliette"          | 15 de janeiro de 2018 12 de março de 2018                    | 111                |
| Alex se envolve em uma briga de bar. Juliette questiona a lealdade de Garett após descobrir que Kelsey passou a noite com ele. |    |                                                                      |                                                              |                    |
| 12 | 12 | "A batalha de aniversário de Chloe" "Chloe's Birthday Battle Royale" | 22 de janeiro de 2018 19 de março de 2018                    | 112                |
| A tensão está mais alta do que nunca durante o aniversário de Chloe. Madisson confronta Canvas, Garrett não consegue ficar longe de Kelsey e Juliette se conforta no abraço familiar de Alex. E pra completar, uma briga transforma uma noite de comemoração em um completo caos. |    |                                                                      |                                                              |                    |
| 13 | 13 | "Juliette, Interrompida" "Juliette, Interrupted"                     | 29 de janeiro de 2018 26 de março de 2018                    | 113                |
| Kelsey recebe uma oportunidade de trabalhar como modelo e vai para Nova York. Juliette volta para a escola. |    |                                                                      |                                                              |                    |
| 14 | 14 | "A Realidade de Kelsey" "Kelsey's Reality Bites"                     | 5 de fevereiro de 2018 2 de abril de 2018                    | 114                |
| Os rumores sobre Juliette e Alex aumentam. Kelsey e Madisson viajam até NY em busca de oportunidades de carreira, mas a realidade se apresenta de maneira nada agradável. |    |                                                                      |                                                              |                    |
| 15 | 15 | "Pesadelo na Rua Bradisson" "Nightmare on Bradisson Street"          | 12 de fevereiro de 2018 9 de abril de 2018                   | 115                |
| Juliette tem importantes revelações para o grupo. Kelsey e Garret estão cada vez mais grudados. Tarik se abre em relação à sua sexualidade. Brandon tenta superar sua infidelidade enquanto Chloe e Canvas buscam a verdade.                                                      |    |                                                                      |                                                              |                    |
| 16 | 16 | "Paige x Canvas" "Take a Paige from Canvas"                          | 19 de fevereiro de 2018 16 de abril de 2018                  | 116                |
| Paige conversa com Madisson sobre o inesperado romance com Canvas. Brandon fica devastado ao ver Madisson com outro. Alex e Hannah entram em conflito e Juliette tem que escolher um dos lados.                                                                                   |    |                                                                      |                                                              |                    |
| 17 | 17 | "Alex Não Vai se Comprometer" "Alex Won't Kompomise"                 | 26 de fevereiro de 2018 23 de abril de 2018                  | 117                |
| Paige conversa com Madisson sobre seu relacionamento inesperado com Canvas. Hannah e Alex discutem. Brandon fica devastado quando Madisson leva seu novo namorado à festa de Alex.                                                                                                |    |                                                                      |                                                              |                    |
| 18 | 18 | "As Altas Expectativas de Juliette" "Juliette's Great Expectations"  | 5 de março de 2018 30 de abril de 2018                       | 118                |
| Brandon tenta pela última vez conseguir Madisson de volta. Kelsey revela seus sentimentos para Garrett. Enquanto isso, Juliette e Alex brigam, deixando o futuro de JALex incerto.                                                                                                |    |                                                                      |                                                              |                    |